# Derolus trifulvofasciatus
Derolus trifulvofasciatus är en skalbaggsart som beskrevs av Hayashi 1975. Derolus trifulvofasciatus ingår i släktet Derolus och familjen långhorningar. Inga underarter finns listade i Catalogue of Life.